# Douglas Gamley
Douglas Gamley (* 13. September 1924 in Melbourne, Australien; † 5. Februar 1998) war ein australischer Filmkomponist, Pianist, Dirigent und Arrangeur.

## Leben
Douglas Gamley, der in seiner Heimatstadt Melbourne bei Waldemar Seidel, einem Pianisten und Musiklehrer, ein Studium absolvierte, war ab 1956 als Dirigent, Arrangeur und Komponist in der britischen Filmindustrie tätig. Eine seiner frühen Arbeiten als Komponist lieferte er für den Abenteuerfilm Spiel mit dem Feuer (1957) mit Robert Mitchum, Rita Hayworth und Jack Lemmon in den Hauptrollen. Für Produktionen mit großen Stars wie diese wurde Gamley jedoch nur selten engagiert. Häufig komponierte er für kleine Produktionen aus dem Horror- und Thriller-Genre, darunter Filme wie Geschichten aus der Gruft (1972) und Das Schreckenshaus des Dr. Death (1974). Für den britischen Horrorfilm Asylum (1972) adaptierte er Mussorgskis Bilder einer Ausstellung (1874) als orchestrale Version sowie dessen sinfonische Dichtung Eine Nacht auf dem kahlen Berge (1867). 
Während der 1950er und 1960er Jahre schrieb Gamley auch Produktionsmusik für die BBC, wovon einige Kompositionen später in der Fernsehserie Doctor Who Verwendung fanden. 1975 erhielt er als Dirigent seine erste und einzige Oscar-Nominierung in der Kategorie Beste Filmmusik für Stanley Donens Der kleine Prinz. Ab 1976 war er mit seinem Landsmann Richard Bonynge als musikalischer Leiter an der Oper in Vancouver tätig. Über viele Jahre arbeitete er dann als Dirigent und Arrangeur des Australian Pops Orchestra. Für den von Disney produzierten Film Tron (1982) dirigierte er das London Philharmonic Orchestra. 1983 zog er sich ins Privatleben zurück. Er starb 1998 im Alter von 73 Jahren.

## Filmografie (Auswahl)
- 1957: Spiel mit dem Feuer (Fire Down Below)
- 1957: Zustände wie im Paradies (The Admirable Crichton)
- 1957: Kameraden der Luft (High Flight)
- 1958: Der kleine Däumling (Tom Thumb)
- 1958: Herz ohne Hoffnung (Another Time, Another Place)
- 1959: Tarzans größtes Abenteuer (Tarzan’s Greatest Adventure)
- 1959: Hinter diesen Mauern (Beyond this Place)
- 1959: Das Bittere und das Süße (The Rough and the Smooth)
- 1960: Stadt der Toten (The City of the Dead)
- 1960: Vor Hausfreunden wird gewarnt (The Grass is Greener)
- 1961: Die rote Schwadron (The Canadians)
- 1962: Ist ja irre – der Schiffskoch ist seekrank (Carry On Cruising)
- 1970: Hering und Portwein (Spring and Port Wine)
- 1971: Monty Pythons wunderbare Welt der Schwerkraft (Monty Python’s And Now for Something Completely Different)
- 1972: Geschichten aus der Gruft (Tales from the Crypt)
- 1972: Asylum
- 1973: Embryo des Bösen (And Now the Screaming Starts!)
- 1973: In der Schlinge des Teufels (The Vault of Horror)
- 1974: Die Tür ins Jenseits (From Beyond the Grave)
- 1974: Das Schreckenshaus des Dr. Death (Madhouse)
- 1974: Mondblut (The Beast Must Die)
- 1975: Caprona – Das vergessene Land (The Land That Time Forgot)
- 1982: Enigma

## Auszeichnungen
- 1975: Oscar-Nominierung in der Kategorie Beste Filmmusik für Der kleine Prinz